# Discoparade
Discoparade è stato un programma radiofonico italiano, in onda su Discoradio dal 1988 fino al cambio di gestione avvenuto nel 2006, che presentava la classifica delle venti canzoni più ballate allo Studio Zeta, all'epoca la più grande discoteca della Lombardia.

## Il programma
Uno dei programmi più longevi e di maggior successo di Discoradio, Discoparade è stata condotta da Dario Desi dal 1988 al 1990 e da Marco Ravelli dal 1990 al 2006, e andava in onda il sabato pomeriggio alle ore 14.00, in diretta concorrenza con l'analoga Deejay Parade, condotta da Albertino su Radio Deejay.
Il cambio di gestione di Discoradio, nel 2006, ha visto il ridimensionamento della quota di musica dance all'interno del palinsesto dell'emittente con conseguente chiusura della trasmissione.

## Discoparade dell'anno
Alla fine di ogni anno, il 31 dicembre, Marco Ravelli conduceva una discoparade speciale che riepilogava le trenta hit più ballate durante l'anno che stava per concludersi. La classifica veniva poi replicata il giorno seguente nella fascia pomeridiana.
Il criterio di scelta dei brani era però piuttosto soggettivo dal momento che in alcune occasioni sono state inserite tracce mai entrate nelle edizioni settimanali della classifica. 
Nel caso in cui un interprete avesse avuto più canzoni in classifica nello stesso anno, esse venivano tutte riepilogate alla stessa posizione. A titolo di esempio si veda Robert Miles al vertice della Discoparade dell'anno 1996 con ben tre brani.
Si riportano qui le classifiche "discoparade dell'anno" a partire da quella del 1996, il primo riepilogo annuale realizzato dalla radio, fino a quella del 2005, l'ultima andata in onda prima della chiusura della classifica nel giugno del 2006.
Nel 2003 e nel 2004 andò in onda il D.D.D. dell'anno con le canzoni non ordinate, mentre nel 2005 la classifica fu di 20 posizioni invece delle consuete 30, con l'inserimento in coda di altre canzoni significative ma non classificate.
Un'analisi dei brani entrati nelle Discoparade dell'anno e dei brani entrati nelle omologhe Deejay Parade dell'anno, trasmesse da Radio Deejay ed inerenti alla stessa tematica mostra parecchie diversità, fatto strano dato che entrambe le classifiche avrebbero dovuto rappresentare i migliori brani passati in discoteca durante l'anno conclusosi.

### Discoparade dell'anno 1996
1. Robert Miles - Children + Fable
2. Mario Fargetta - The Beat of Green (May-Day, May-Day)
3. Bobby Flexter - Profondo rosso
4. Oscar - Voyage
5. Garden Eden - Lemon Tree
6. Lady Gee - The Game Is Over
7. Gigi D'Agostino - Fly + Angel's Symphony (con R.A.F. by Picotto)
8. R.A.F. by Picotto - Bakerloo Symphony + Ocean Whispers
9. Roland Brant - Moon's Waterfalls
10. 2 Fabiola - Play This Song
11. DJ Dado - Metropolis - The Legend Of Babel
12. Gala - Everyone Has Inside + Freed from Desire
13. Gina G - Ooh Aah... Just a Little Bit
14. Alexia - Summer Is Crazy + Number One
15. Cupido - Historias de amor
16. Tanya Louise - Deep in You
17. Da Blitz - I Believe
18. Datura - Angeli Domini + Mystic Motion + Mantra
19. Sandy B - Make the World Go Round
20. Kadoc - The Nighttrain
21. Duke - So in Love with You
22. Tiny Tot - Discoland
23. Ice MC - Give Me the Light + Music for Money
24. Corona - I Don't Wanna Be a Star
25. Livin' Joy - Don't Stop Movin' + Follow the Rules
26. Double Vision - Knockin'
27. Dolce & Gabbana - Music
28. X-Static - Move Me Up
29. Ti.Pi.Cal. - It Hurts
30. Molella - See the Difference

### Discoparade dell'anno 1997
1. GALA - Let A Boy Cry
2. PARADISIO - Bailando
3. AQUA - Barbie Girl
4. SASH! - Encore une fois + Ecuador
5. WHIRPOOL PRODUCTIONS - From: Disco To: Disco
6. 49ERS - Baby I'm Yours
7. BLACKWOOD - Ride On The Rhythm + My Love For You
8. CHASE - Obsession + Stay With Me
9. SIMONE JAY - Wanna B Like A Man
10. M.U.T.E. - Clap On Top Of Me
11. ALEXIA - Uh La La La RMX
12. DJ DADO - Coming Back
13. REGINA - Day By Day
14. FAVILLI - So In Love With You
15. DAFT PUNK - Around The World
16. SENSITIVE - The Three Wonders
17. CARL feat. MUSIC MIND - Disco Fever
18. SMOKE CITY - Mr. Gorgeous (And Miss Curvaceous) RMX
19. ROBERT MILES Ft. MARIA NAYLER - One & One
20. NALIN & KANE - Beachball
21. HARDEA - Mr. Fucker
22. Y.O.M.C. - Great Feelings
23. C.M. - Dream Universe
24. RED 5 - Da Beat Goes
25. SHARON C - Sweet Dreams
26. DEVOTIONAL - Love Is The Power
27. B-ONE - The Future
28. ULTRA NATE' - Free
29. SKUBA - What's Up Daddy + Fly Robin Fly
30. DATURA - The Sign

### Discoparade dell'anno 1998
1. THE TAMPERER feat. MAYA - Feel It
2. NEJA - Restless
3. SASH! - Stay + La Primavera + Mysterious Times
4. CAROLINA MARQUEZ - Sexo
5. DJ DADO feat. MICHELLE WEEKS - Give Me Love
6. MOLELLA & PHIL JAY - With This Ring Let Me Go
7. GIGI D'AGOSTINO - Elisir
8. CHASE - Gotta Lot Of Love
9. PARADISIO - Vamos A La Discoteca
10. THE SOUNDLOVERS - Surrender
11. X-TREME - Love Song
12. BACON POPPER - Free
13. ALEXIA - The Music I Like
14. ROCK CITY - Confusion
15. AQUA - My Oh My  + Doctor Jones
16. VENGABOYS - Up & Down + We Like To Party (The Vengabus)
17. GAYA' - It's Love
18. AMBIGUAL - Party Night
19. BLACKWOOD - Peace + Friday Night
20. STEVE SILK HURLEY - The Word Is Love
21. MOUSSE T - Horny '98
22. TI.PI.CAL feat. KIMARA LAWSON - Follow Your Heart
23. MARIO PIÙ - Sexy Rhythm
24. DAVID MORALES - Needin' You
25. RALPHI ROSARIO feat. DONNA BLAKELY - Take Me Up (Gotta Get Up)
26. BOB SINCLAR - Gym Tonic
27. REGINA - Close The Door + What Can You Do
28. SIMONE JAY - Luv Thang
29. CAMISRA - Let Me Show You
30. KOALA - Australia

### Discoparade dell'anno 1999
1. Eiffel 65 - Blue (Da Ba Dee)
2. Gigi D'Agostino - Bla Bla Bla + The Riddle + Another Way
3. Prezioso feat. Marvin - Tell Me Why
4. Mimmo Amerelli - Alla consolle
5. Scooter - Call Me Mañana + Faster Harder Scooter + Fuck the Millennium
6. Kim Lukas - All I Really Want
7. Paps'n'Skar - You Want My Love (Din Don Da Da)
8. Miranda - Vamos a la playa + A la fiesta
9. E.Magic feat. Nancy - Prepare Yourself + Stop!
10. Ann Lee - 2 Times
11. Alice DeeJay - Better Off Alone
12. Mario Più feat. More - Runaway + Forever With Me
13. T42 feat. Sharp - Melody Blue
14. WEB - Lovin' Times
15. ATB - 9 PM (Till I Come)
16. The Tamperer featuring Maya - Hammer to the Heart
17. Voice 2 Voice - Music Forever - Feeling High
18. JB Sound - Oh Yeah Baby
19. Mabel - Disco Disco
20. Jola - Moon and Sun
21. The Soundlovers - Surrender + Mirando el mar
22. Cher - Believe
23. Lia De Bahia - Amore (Love)
24. Phats & Small - Turn Around
25. Clutch - I Love My Dreams
26. DJ Dado feat. Michelle Weeks - Forever
27. Lady Violet - Inside to Outside
28. Vengaboys - Boom, Boom, Boom, Boom!! + We're Going to Ibiza
29. Flashback - Give Up
30. Bibi Schön - Ooh My Baby

### Discoparade dell'anno 2000
1. GIGI D'AGOSTINO - L'Amour Toujours RMX
2. BILLY MORE - Up & Down (Don't Fall In Love With Me)
3. FRENCH AFFAIR - My Heart Goes Boom
4. PREZIOSO feat. MARVIN - Let Me Stay + Voices + Emergency 911
5. BAMBLE B - Crime Of passion + Coming Through The Light
6. UNCONDITIONAL - Computer Love + Magic Fett
7. ATC - Around The World (La La La La La)
8. KIM LUKAS - Let It Be The Night + To Be You
9. E-MAGIC feat. NANCY - Go!
10. NAIVE - Looking 4 Happiness
11. THE BLOODHOUND GANG - The Bad Touch (Eiffel 65 RMX)
12. FLOORFILLA - Anthem #3 + Anthem #4
13. PAPS 'N' SKAR - Turn Around
14. QUIK feat. CHARLOTTE - Need You Tonight (La La La)
15. GAYA' - Never Meet
16. PAOLA & CHIARA - Vamos A Bailar (Esta Vida Nueva) (Fargetta & Farolfi RMX)
17. MASH - Rock The Disco
18. MAURO PICOTTO - Komodo (Save A Soul)
19. CAROLINA MARQUEZ - Super Dj + Bisex Alarm
20. MABEL - Bum Bum
21. MORE - Around The World
22. MALIK from THE OUTHERE BROTHERS - You Don't Know Malik
23. T42 feat. SHARP - Run To You
24. KALIYA - Ritual Tibetan
25. EIFFEL 65 - One Goal
26. F.O.M. - It's Love
27. ETHNICS BEATS - Alla Fiera Dell'Est (Fair Song)
28. MRICKY & DANIELI aka CE CE LEE - Tu (Dabadam) + "Ole Le Le"
29. VERONICA - I Can't Get Enough
30. L.E.O. - Jungle Life

### Discoparade dell'anno 2001
1. MOLELLA - Discotek People (RAGA mix) + Love Lasts Forever
2. GIGI D'AGOSTINO - Super (with ALBERTINO) + Un Giorno Credi
3. VASCO ROSSI - Ti Prendo E Ti Porto Via (Molella remix)
4. THE SOUNDLOVERS - Living In Your Head
5. ALCAZAR - Crying At The Discoteque
6. CAROLINA MARQUEZ - Ritmo + Discomani
7. BROOKLYN BOUNCE - Bass Beats & Melody
8. ERIKA - Relations
9. S.M.S. feat. REHB - La Vie C'est Fantastique
10. PREZIOSO feat. MARVIN - Let's Talk About A Man
11. KYLIE MINOGUE - Can't Get You Out Of My Head
12. KING AFRICA- Salta
13. MARKUS - Electronik
14. FLOORFILLA - Anthem #5 (Enter The Arena)
15. M@D - Welcome (In The City, In The Jungle)
16. KALIYA - Canto Vagabundo
17. M.A.D.R.A.S. - Woodoorave
18. NAIVE - Joy Is
19. DEEPSWING - In The Music
20. THE SUPERMAN LOVERS - Starlight
21. FRENCH AFFAIR - Sexy
22. ESTRELLA - La Playa Del Sol
23. EIFFEL 65 - Lucky (In My Life) + 80's Stars
24. PAPS 'N' SKAR - Get It On
25. MASH - I Like The House
26. SOUND ON LINE - Creeping
27. BILLY MORE - Come On And Do It
28. LADY VIOLET - Calling Your Name
29. 666 - Dance 2 Disco
30. JIMMY GOMMA - My House

### Discoparade dell'anno 2002
1. GABRY PONTE - Time To Rock + Geordie
2. CAROLINA MARQUEZ - Discomani
3. MOLELLA - T.V.A.B. + Whistle's Party
4. EIFFEL 65 - Cosa Resterà (In A song)
5. DJ ROSS - Dreamland
6. CLUB ROBBERS - I Like It Loud!
7. S.M.S. feat. REHB - Amour Bijoux Bijoux
8. DATURA - Will Be One
9. PAPS 'N' SKAR - Loving You
10. AGO - Put On Your Red Shoes
11. RAVERS ON DOPE - Hardcore Vibes
12. MARKUS - My Musik
13. DRUNKENMUNY - E
14. HOTEL SAINT GEORGE - Welcome To My Life + Never Say Never
15. LATIN LOVERS - La Fiesta
16. METALLIC GLIDE - Hinei Ma Tov
17. FLOORFILLA - Le Delire
18. MASH - In Your Arms
19. RHYTHM GANGSTA - The Crowd Song
20. REBUS - Shut Up And Dance
21. DJ HERBIE - King Of Rock
22. PREZIOSO feat. MARVIN - We Rule The Danza
23. ERIKA - Ditto
24. BROTHERS - Dance Now
25. X ONE - Wet Wet Wet
26. DB BOULEVARD - Point Of View (Molella & Gabry Ponte remix)
27. M.P. GANG - Future Gun
28. LADY BOUNCER - Dirty Mary
29. MARIO PIÙ feat. UNION - Believe Me (Music)
30. E.C.O.H. - The Sound Of Silence

### D.D.D. dell'anno 2003
N.B. La seguente è una playlist e non una classifica.
1. EMOTIONS - DJ Ross
2. LOST IN YOU - Hotel Saint George
3. IF YOU - Magic Box
4. OBJECTION - Shakira(Gigi D'Agostino remix)
5. IN MY MIND - Prezioso feat.Marvin
6. OBSESION - Grupo Mamey (DJ Ross Remix)
7. GOD IS A GIRL - Groove Coverage
8. DE MUSICA TONANTE - Gabry Ponte
9. SEXY WITCH - Mardie
10. MAGICA EUROPA - Kronos
11. BABY - Molella
12. SATISFACTION - Benny B
13. IL GIOCO DELL'AMORE - Danijay feat.Hellen
14. QUELLI CHE NON HANNO ETA' - Eiffel 65
15. JAM - Eddy Wata
16. JUST A BIT OF CHAOS - S.M.S. feat.Rehb
17. GIULIA - DJ Lhasa (Gabry Ponte remix)
18. MA IL CIELO È SEMPRE PIU' BLU - Rino Gaetano (Molella remix)
19. LA DANZA DELLE STREGHE - Gabry Ponte
20. NON L'HAI MICA CAPITO - Vasco Rossi vs Dub-J
21. VIAGGIA INSIEME A ME - Eiffel 65 (Molinaro remix)
22. SEXY GIRL - Brothers (Italian Version)
23. MARY - Gemelli DiVersi (Molella remix)
24. DISCOTECA - Exch Pop True
25. VOGLIO VEDERTI DANZARE - Prezioso feat.Marvin
26. Papi chulo... (te traigo el mmmm...) - Lorna

### D.D.D. dell'anno 2004
N.B. La seguente è una playlist e non una classifica.
1. CON IL NASTRO ROSA - Gigi & Molly
2. MUSICA GAGLIARDA - Notorius (Gabry Ponte remix)
3. ALLEZ VOILA' - Nauzika
4. TANZ BAMBOLINA / RENDEZ VOUS - Roby Rossini
5. BALLA - Mastro G & Fred Kannone
6. FLOATING IN LOVE - DJ Ross
7. CALIFORNIA DREAMIN' - Royal Gigolos
8. MOMENTO CONTENTO - Gigi D'Agostino
9. 10 100 1000 - Brothers
10. STEP BY STEP - Paper Boy
11. FIGLI DELLE TENEBRE - Hotel Saint George
12. SUMMER OF ENERGY - Gigi & Datura
13. LUNA NERA - Danijay
14. FUCK IT - Florida Inc
15. SILENCE - Gigi D'Agostino
16. MNE S TOBOY HOROSHO - Haiducii vs Gabry Ponte
17. LE LOUVRE - Prezioso & Marvin
18. WAS A TIME - Whigfield
19. HURRY UP - Roberto Molinaro
20. VEDO E SENTO / LA MUSICA CHE BATTE - Hellen
21. ATTENZIONE TOUJOURS - Gigi Robbers
22. BUM BUM TOUCHE MOI - Lamar (M@d remix)
23. GIGI'S GOODNIGHT - Gigi & Pandolfi
24. MIRAGE - Paps N Skar
25. ME AND YOU - Blue Venice
26. UNA NOTTE O FORSE MAI PIU' - Eiffel 65 (Molinaro remix)
27. LA RONDINE - Wem-J feat.Francy
28. DRAGOSTEA DIN TEI - Haiducii (Gabry Ponte remix)
29. ALL MY ILLUSIONS - Vanni G
30. DESPRE TINE - O-Zone (Prezioso remix)
31. WE WILL ROCK YOU - Forever Young (Gabry Ponte remix)
32. AMORE DISPERATO - Dogma feat.Fab

### Discoparade dell'anno 2005
1. INFERNAL - From Paris To Berlin
2. DADDY YANKEE - Gasolina
3. CLUB - Deep Inside
4. C.O. - California
5. DJ ROSS & DOUBLE YOU - Get Up
6. THE DISCO BOYS ft. MANFRED MANN'S EARTH BAND - For You
7. MARTIN SOLVEIG - Everybody
8. GLOBAL DEEJAYS - The Sound Of San Francisco
9. BOB SINCLAR feat.GARY "NESTA"PINE - Love Generation
10. THE DRILL - The Drill
11. BODYROCKERS - I Like The Way
12. CRAZY FROG - Axel F
13. LIQUIDO - Ordinary Life (Gabry Ponte Remix)
14. SUPASONIC - Lullabow
15. GIGI D'AGOSTINO - Wellfare
16. DANZEL - Put Your Hands Up In The Air!
17. PAPS 'N' SKAR - Vieni Con Me
18. GIANLUCA MOTTA - Up & Down
19. CHAB feat. JD DAVIS - Closer To Me
20. ROMAN FLUGEL - Geht's Noch?